# Тань Лун
Тань Лун (кит. упр. 谭龙, пиньинь Tán Lóng; 1 апреля 1988, Далянь, Ляонин, Китай), имя при рождении — Тань Синь (кит. упр. 谭鑫, пиньинь Tán Xīn), — китайский футболист, нападающий клуба «Чанчунь Ятай» и сборной Китая.

## Карьера

### Клубная карьера
В период с 1994 по 2007 год Тань играл за футбольную команду школы «Чжуншань» в своём родном городе Далянь, а затем переехал в Шанхай, где играл за команду до 18 лет футбольного клуба «Шанхай Юнайтед».
В 2007 году он присоединился к клубу Первой лиги Китая «Шанхай Старз» (с 2008 года — «Уси Зобон»). Забил гол в своём первом матче на профессиональном уровне — 29 апреля 2007 года в ворота Пекинского технологического университета.
В конце 2008 года Тань переехал в США, где жили его мать и отчим-американец. В 2009 году играл за клуб «Атланта Блэкхокс» в Премьер-лиге развития USL, забив семь голов в 12 матчах.
В начале 2010 года Тань проходил просмотры в клубах «Филадельфия Юнион» и «Нью-Йорк», после чего 9 февраля 2010 года подписал контракт с новообразованным клубом «Тампа-Бэй» из Второго профессионального дивизиона Федерации футбола США. 16 апреля 2010 года сыграл в дебютном матче «Раудис», против «Кристал Пэлас Балтимор». 22 мая 2010 года в матче против «Эй Си Сент-Луис» забил свой первый гол за «Раудис», реализовав пенальти.
Права на Таня в USSF D-2 были получены «Ванкувер Уайткэпс» в рамках сделки по переходу Джонни Стила и Рикардо Санчеса в «Тампа-Бэй» 20 июля 2010 года. В ноябре 2010 года он проходил просмотр в «Ванкувер Уайткэпс». Тань подписал контракт с клубом, вступающим в MLS, 11 марта 2011 года. Дебютировал за «Уайткэпс» 26 марта 2011 года в матче против «Филадельфии Юнион», заменив в концовке Низара Хальфана, и стал первым игроком из Китая, сыгравшим в MLS. 12 октября 2011 года, поразив ворота «Ди Си Юнайтед», стал первым игроком из Китая, забившим гол в MLS. В 2011 и 2012 годы также выступал за состав «Уайткэпс» до 23 лет в Премьер-лиге развития USL.
28 июня 2012 года Тань был обменян в «Ди Си Юнайтед» на пик первого раунда дополнительного драфта MLS 2015. 13 июля 2012 года он был отдан в аренду аффилированному с «Ди Си Юнайтед» клубу USL Pro «Ричмонд Кикерс» на матч против «Питтсбург Риверхаундс», состоявшийся в тот же день. За «Ди Си Юнайтед» дебютировал 21 июля 2012 года в матче против «Коламбус Крю», выйдя на замену во втором тайме вместо Хамди Салихи. 22 августа 2012 года в матче против «Чикаго Файр» забил свой первый гол за вашингтонский клуб. 25 января 2013 года «Ди Си Юнайтед» отчислил Таня.
6 февраля 2013 года Тань подписал контракт с клубом USL Pro «Орландо Сити». Свой дебют за «Орландо», 6 апреля 2013 года в матче стартового тура сезона против «Финикса», отметил голом и голевой передачей. 12 июня 2013 года в матче четвёртого раунда Открытого кубка США против «Спортинга Канзас-Сити» забил единственный гол встречи и вывел «Орландо Сити» в следующий раунд. По окончании сезона 2013 срок контракта Таня с «Орландо Сити» истёк.
21 февраля 2014 года Тань вернулся играть на родину, присоединившись к новичку Китайской суперлиги «Харбин Итэн». Китайская футбольная ассоциация дисквалифицировала Таня на четыре матча в начале сезона 2014 за фальсификацию возраста — он изменил дату своего рождения с 1 апреля 1988 года на 2 февраля 1989 года. Тань сыграл семь матчей за «Харбин Итэн», прежде чем 5 июля 2014 года расторг контракт с клубом по взаимному согласию сторон.
11 июля 2014 года Тань вернулся играть в США, подписав контракт с клубом USL Pro «Аризона Юнайтед». По итогам сезона 2014, в котором забил пять голов в 12 матчах, был включён во вторую символическую сборную лиги. 21 октября 2014 года Тань подписал новый многолетний контракт с «Аризоной Юнайтед». По итогам сезона 2015, в котором забил 14 голов в 27 матчах, был включён в первую символическую сборную лиги. 22 сентября 2015 года Тань был отдан в аренду клубу Североамериканской футбольной лиги «Тампа-Бэй Раудис» на оставшуюся часть сезона. Играл за «Аризону Юнайтед» в сезоне 2016.
21 января 2017 года Тань подписал контракт с клубом Китайской суперлиги «Чанчунь Ятай». Дебютировал за «Чанчунь Ятай» 4 марта 2017 года в матче стартового тура сезона против «Шанхай СИПГ», заменив Чжоуа Дади в перерыве между таймами. 23 апреля 2017 года в матче против «Хэнань Цзянье» забил свой первый гол в Китайской суперлиге. Тань был назван лучшим игроком Первой лиги Китая по итогам сезона 2019.

### Международная карьера
За сборную Китая Тань дебютировал 26 марта 2018 года в матче за третье место товарищеского турнира Кубок Китая со сборной Чехии. 12 июня 2021 года в матче квалификации чемпионата мира 2022 против сборной Мальдив забил свой первый гол за сборную Китая.

## Достижения
Командные
 «Орландо Сити»
- Чемпион USL Pro: 2013

Индивидуальные
- Самый ценный игрок Первой лиги Китая: 2019
- Лучший бомбардир Первой лиги Китая: 2020 (11 голов)
- Член символической сборной USL Pro: 2014 (вторая), 2015 (первая)